# Nancray-sur-Rimarde
Nancray-sur-Rimarde là một xã trong tỉnh Loiret, vùng Centre-Val de Loire bắc trung bộ nước Pháp. Xã có diện tích 11,58 km², dân số năm 2006 là 474 người.